# Verwaltungsgemeinschaft Brocken

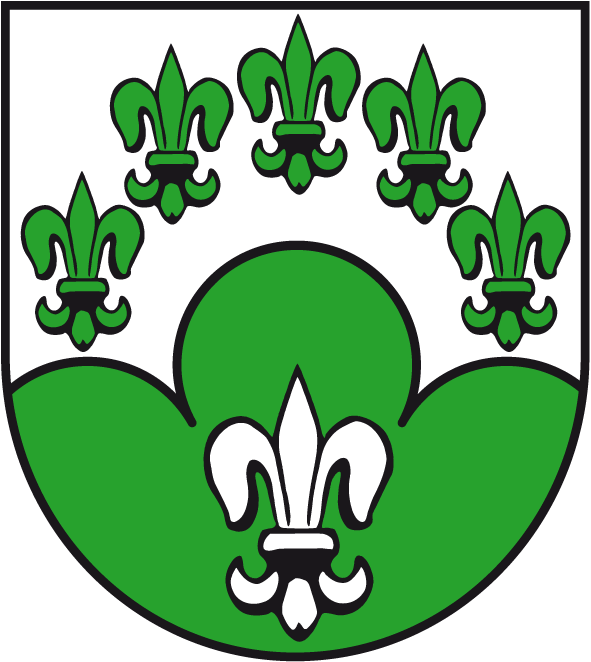
Wappen der VG Brocken

Die Verwaltungsgemeinschaft Brocken war eine Verwaltungsgemeinschaft im Landkreis Wernigerode in Sachsen-Anhalt und hatte ihren Sitz in Benneckenstein.

## Mitgliedsgemeinden
| - Benneckenstein, (Stadt) - Elend - Schierke | - Sorge - Tanne |

## Geschichte
Die Verwaltungsgemeinschaft Brocken wurde 1994 durch den freiwilligen Zusammenschluss von fünf Gemeinden gegründet. Sie wurde zum 1. Januar 2005 aufgelöst und die Gemeinden wurden in die neu gegründete Verwaltungsgemeinschaft Brocken-Hochharz eingegliedert.

## Wappen
Das Wappen wurde vom Magdeburger Kommunalheraldiker Jörg Mantzsch gestaltet und ins Genehmigungsverfahren geführt.
Koordinaten: 51° 40′ N, 10° 43′ O